# Aaron Harang
Pour les articles homonymes, voir Harang.
Aaron Michael Harang (né le 24 février 1978 à San Diego, Californie, États-Unis) est un lanceur droitier qui évolue dans les Ligues majeures de baseball de 2002 à 2015.

## Carrière
Après des études secondaires à la Patrick Henry High School de San Diego (Californie), Aaron Harang est repêché le 4 juin 1996 par les Red Sox de Boston, mais il décline l'offre afin de poursuivre ses études supérieures à l'Université d'État de San Diego où il porte les couleurs des San Diego State Aztecs. Il rejoint les rangs professionnels après le repêchage amateur du 2 juin 1999, où il est sélectionné par les Rangers du Texas. 

### Athletics d'Oakland
Encore joueur de Ligues mineures, Harang est échangé aux Athletics d'Oakland. Il y fait ses débuts en Ligue majeure le 25 mai 2002.

### Reds de Cincinnati
Il est transféré chez les Reds de Cincinnati le 20 juillet 2003 à l'occasion d'un échange impliquant trois joueurs des Athletics contre José Guillén.
Harang prolonge son contrat chez les Reds le 6 février 2007 pour quatre saisons contre 36,5 millions de dollars.
Avec 16 victoires pour 6 défaites et une moyenne de points mérités de 3,73, il signe sa meilleure saison en 2007 et termine quatrième du vote pour le Trophée Cy Young en Ligue nationale.

### Padres de San Diego
Le 6 décembre 2010, il signe comme agent libre un contrat d'un an et une année d'option avec les Padres de San Diego. Avec 14 victoires contre 7 défaites en 33 départs pour une équipe de dernière position, il est le lanceur le plus victorieux des Padres durant la saison 2011. 
Le 9 juillet 2011, alors qu'il est de retour au jeu après avoir manqué un mois du calendrier dû à une blessure au pied droit, Harang lance 6 manches sans accorder de point ou de coup sûr aux Dodgers, à Los Angeles. Il est retiré du match et les 4 releveurs qui lui succèdent viennent à un seul retrait de réaliser le premier match sans point ni coup sûr de l'histoire de la franchise.

### Dodgers de Los Angeles
Le 8 décembre 2011, il signe un contrat de 12 millions de dollars pour deux saisons avec les Dodgers de Los Angeles. Il effectue 31 départs en 2012, remporte 10 victoires contre autant de défaites et maintient une moyenne de points mérités de 3,61 en 179 manches et deux tiers lancées. Pris avec un surplus de lanceurs partants, les Dodgers assignent celui qui compte 293 départs dans les majeures à leur enclos de relève pour le début de la saison 2013. Avant même qu'il n'ait disputé un match, le club l'échange le 6 avril aux Rockies du Colorado contre le receveur Ramón Hernández. 

### Mariners de Seattle
Le 11 avril 2013, sans avoir joué un match pour les Rockies du Colorado, Harang est transféré aux Mariners de Seattle en échange du lanceur droitier Steven Hensley. Il effectue 22 départs pour Seattle en 2013 mais ne remporte que 5 victoires contre 11 défaites avec une moyenne de points mérités de 5,76 en 120 manches et un tiers lancées. Deux de ses cinq victoires sont des blanchissages.

### Mets de New York

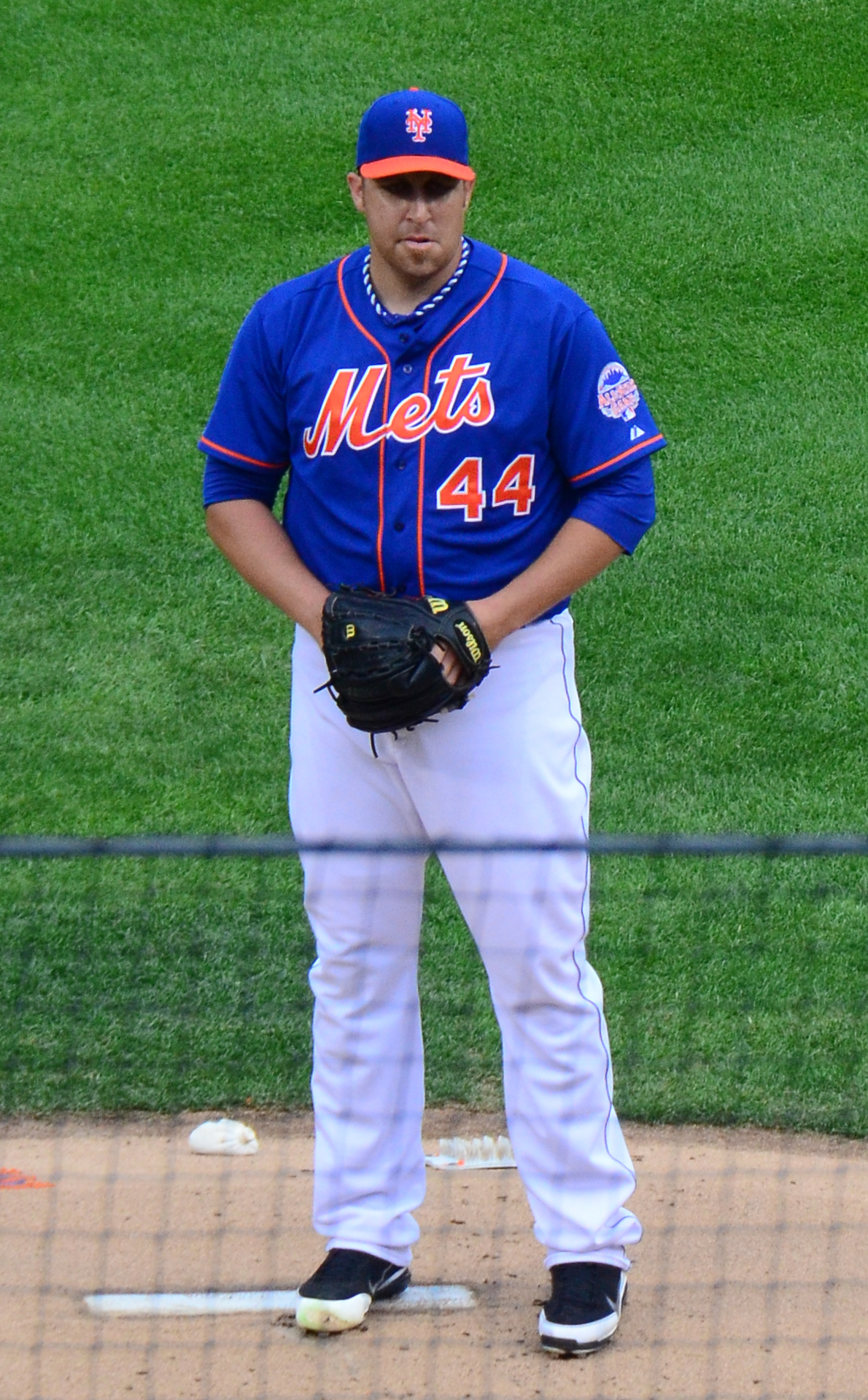
Aaron Harang en septembre 2012 avec les Mets de New York.

Libéré par Seattle le 31 août 2013, Harang signe le lendemain un contrat des ligues mineures avec les Mets de New York. Il effectue quatre départs avec les Mets, maintient une moyenne de points mérités de 3,52 en 23 manches lancées et subit une défaite. Il clôt sa saison 2013 avec une fiche de 5-12 et une moyenne de 5,40 en 26 départs et 143 manches et un tiers lancées pour Seattle et New York.

### Braves d'Atlanta
Le 15 février 2014, il rejoint les Indians de Cleveland via un contrat des ligues mineures. Libéré par les Indians le 24 mars suivant, à moins d'une semaine du début de la campagne, il est récupéré par les Braves d'Atlanta, dont la rotation de lanceurs partants est décimée par les blessures.
Après une difficile année 2013, Harang fait bien avec les Braves en 2014. Ses 204 manches et un tiers lancées représentent son plus haut total depuis la saison 2007. Sa moyenne de points mérités s'élève à 3,57 avec 12 victoires et 12 défaites en 33 départs.
Le 18 avril 2014, Harang lance 7 manches sans accorder de point ni de coup sûr à New York contre son ancienne équipe, les Mets. Il est cependant retiré de la rencontre car il compte déjà 121 lancers et a accordé 6 buts-sur-balles, dont deux en 6e manche et deux autres en 7e reprise.

### Phillies de Philadelphie
Le 5 janvier 2015, il signe un contrat de 5 millions de dollars pour une saison avec les Phillies de Philadelphie.
Après avoir maintenu une brillante moyenne de points mérités de 2,02 au cours des deux premiers mois et de ses 11 premiers départs de la saison, la saison 2015 du vétéran prend par la suite une tout autre tangente et il termine l'année avec une moyenne de points mérités de 4,86 en 29 départs et 172 manches et un tiers lancées. Il remporte 6 matchs contre 15 défaites pour les Phillies, pire club des majeures cette année-là.

## Statistiques
| Saison | Équipe     | G   | GS  | CG | SHO | V  | D  | SV | IP     | SO   | ERA  |
| ------ | ---------- | --- | --- | -- | --- | -- | -- | -- | ------ | ---- | ---- |
| 2002   | Oakland    | 16  | 15  | 0  | 0   | 5  | 4  | 0  | 78.1   | 64   | 4,83 |
| 2003   | Oakland    | 7   | 6   | 0  | 0   | 1  | 3  | 0  | 30.1   | 16   | 5,34 |
| 2003   | Cincinnati | 9   | 9   | 0  | 0   | 4  | 3  | 0  | 46.0   | 26   | 5,28 |
| 2004   | Cincinnati | 28  | 28  | 1  | 1   | 10 | 9  | 0  | 161.0  | 125  | 4,86 |
| 2005   | Cincinnati | 32  | 32  | 1  | 0   | 11 | 13 | 0  | 211.2  | 163  | 3,83 |
| 2006   | Cincinnati | 36  | 35  | 6  | 2   | 16 | 11 | 0  | 234.1  | 216  | 3,76 |
| 2007   | Cincinnati | 34  | 34  | 2  | 1   | 16 | 6  | 0  | 231.2  | 218  | 3,73 |
| 2008   | Cincinnati | 30  | 29  | 1  | 1   | 6  | 17 | 0  | 184.1  | 153  | 4,78 |
| 2009   | Cincinnati | 26  | 26  | 2  | 1   | 6  | 14 | 0  | 162.1  | 142  | 4,21 |
| 2010   | Cincinnati | 22  | 20  | 0  | 0   | 6  | 7  | 0  | 111.2  | 82   | 5,32 |
| Totaux | Totaux     | 240 | 234 | 13 | 6   | 81 | 87 | 0  | 1451.2 | 1205 | 4,33 |

Note : G = Matches joués ; GS = Matches comme lanceur partant ; CG = Matches complets ; SHO = Blanchissages ; 
V = Victoires ; D = Défaites ; SV = Sauvetages ; IP = Manches lancées ; SO = Retraits sur des prises ; ERA = Moyenne de points mérités.